# Live, Love and Believe
Live, Love and Believe er en amerikansk stumfilm fra 1911.

## Medvirkende
- Francis X. Bushman som Harry Ainsworth
- Dorothy Phillips som Dorothy Chalmers